# Dédougou
Dédougou là một tổng thuộc  tỉnh Mouhoun ở phía tây  Burkina Faso. Thủ phủ là thị xã Dédougou. Theo điều tra dân số năm 1996, tổng này có tổng dân số 75.244 người .

## Các thị xã và làng xã
- Thị xã Dédougou	(32 050 dân) (thủ phủ)
- Bana	(319 dân)
- Bokuy	(729 dân)
- Boron	(624 dân)
- Dankuy	(369 dân)
- Debe	(259 dân)
- Fakouna	(3 647 dân)
- Haperekuy	(97 dân)
- Kamandena	(1 171 dân)
- Kari	(1 568 dân)
- Karo	(3 266 dân)
- Koran	(801 dân)
- Kore	(1 658 dân)
- Koukatenga	(1 556 dân)
- Kouna	(131 dân)
- Konandia	(1 337 dân)
- Lonkakuy	(489 dân)
- Magnimasso	(1 192 dân)
- Makuy	(215 dân)
- Massala	(1 839 dân)
- Naokuy	(960 dân)
- Oulani	(2 997 dân)
- Parade	(1 289 dân)
- Passakongo	(2 894 dân)
- Sagala	(452 dân)
- Soakuy	(173 dân)
- Sokoura	(1 409 dân)
- Soukuy	(864 dân)
- Souri	(3 571 dân)
- Tare	(276 dân)
- Tiankuy	(443 dân)
- Toroba	(3 705 dân)
- Wetina	(465 dân)
- Worokuy	(853 dân)
- Yonkuy	(598 dân)
- Zakuy	(231 dân)
- Zeoula	(449 dân)
- Zeoule	(298 dân)